# Paukščių stebėjimo bokštas Pervalkos ragas
Paukščių stebėjimo bokštas Pervalkos ragas nebo Pervalkos rago paukščių stebėjimo bokštelis, česky lze přeložit jako Ptačí pozorovatelna Pervalkos ragas nebo Pozorovatelna ptáků Pervalský roh, je ptačí pozorovatelna/rozhledna na mysu Pervalkos ragas na pobřeží Kuršského zálivu Baltského moře v západní Litvě. Nachází se jihovýchodo-východně od písečné duny Skirpsto kopa v Pervalce v Nerinze na Kuršské kose v Národním parku Kuršská kosa v Klaipėdském kraji.

## Další informace
Paukščių stebėjimo bokštas Pervalkos ragas je dřevěná, příhradová a zastřešená ptačí pozorovatelna s vnějším schodištěm, která je součástí sítě místních ornitologických pozorovatelen na Kuršské kose. Pozorovatelna je celoročně volně přístupná a nabízí výhledy a pozorování přírody v Kuršském zálivu a jeho okolí. Kuršský záliv je významnou lokalitou hnízdících, migrujících a zimujících ptáků V blízkosti se také nachází ptačí pozorovatelna Pervalka, která je stejné konstrukce.

## Galerie

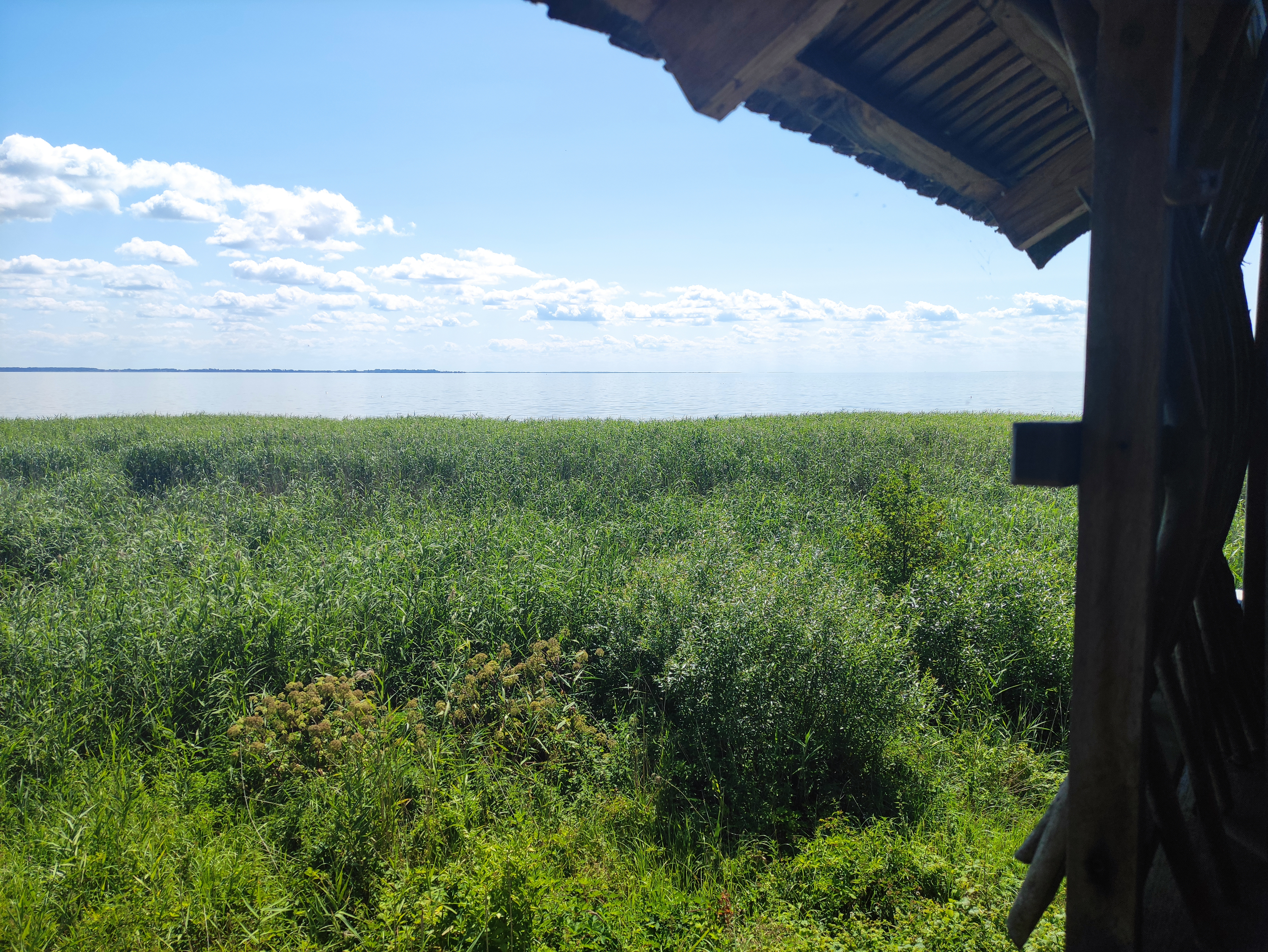
Výhled
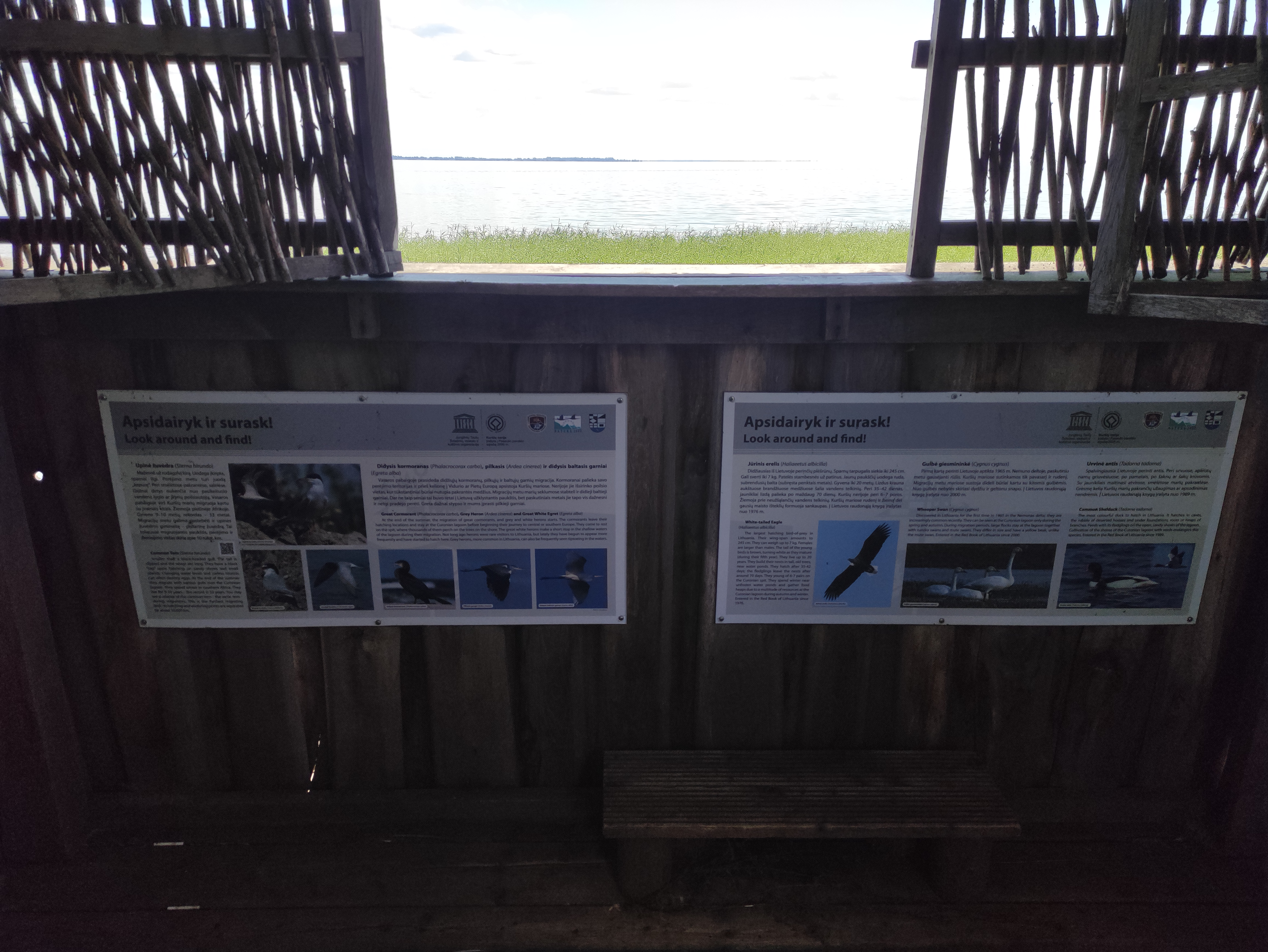
Informační panely uvnitř rozhledny
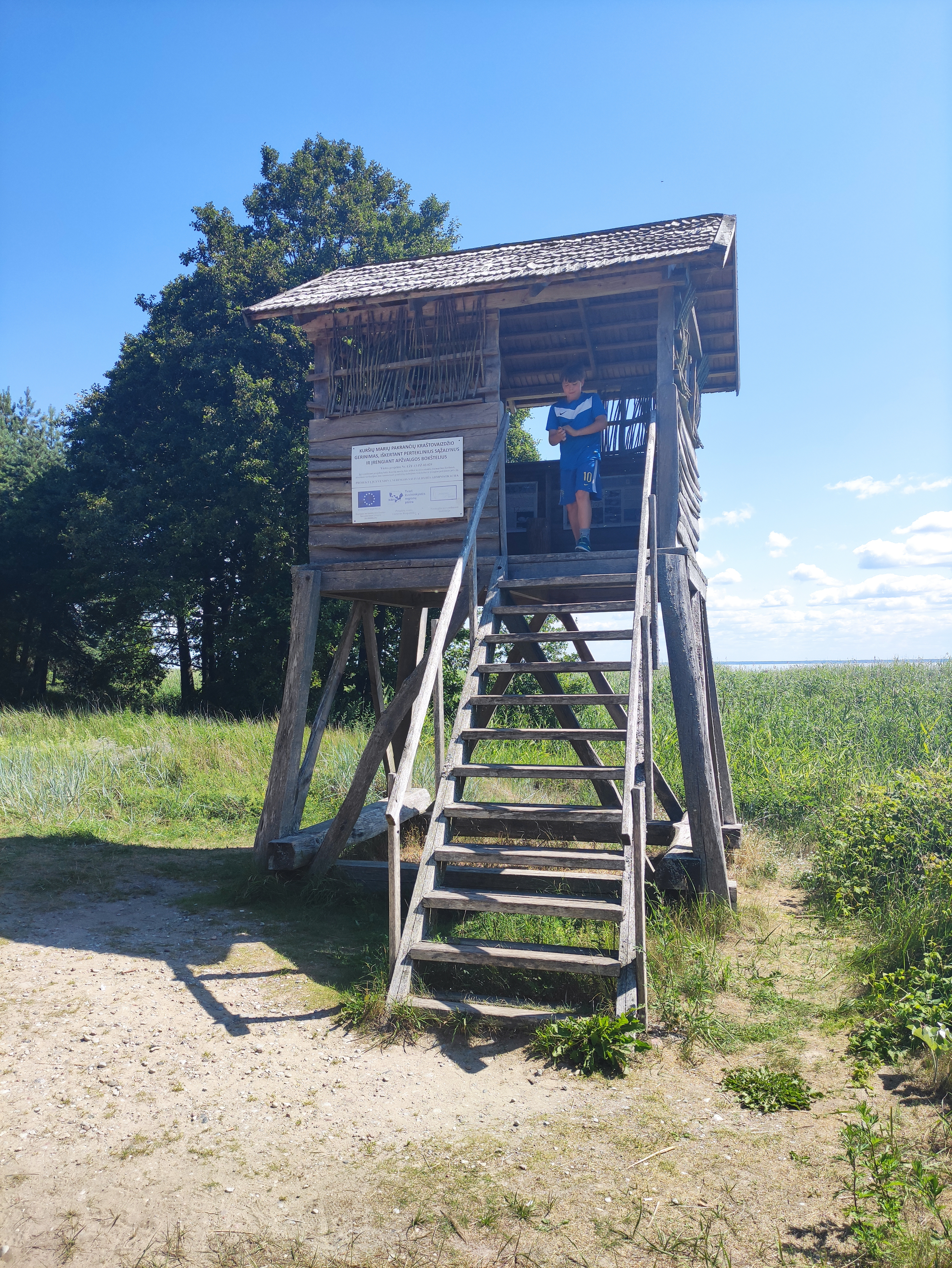
Příhradová konstrukce rozhledny